# 渡辺マナミ
渡辺 マナミ（わたなべ まなみ、1986年12月28日 - ）は、日本の女性歌手。大阪府出身。
本名は渡辺愛未（読み同じ）。血液型はA型。SISTUS RECORDS・レインボーエンタテインメント所属。

## 概要
音楽ユニット・樹海のボーカリストとして、愛未（まなみ）名義でも活動している。2006年、Aimmy（アイミー）名義でソロ・シンガーとしてデビュー。

## 略歴
幼い頃より歌手を志し、小学生の頃よりSPEEDや安室奈美恵といった流行のアーティストに憧れてオーディションを受けるなどしていたが、次第に自分で音楽を作りたいという思いから作詞・作曲を始めるようになる。
2003年（平成15年）、16歳の時に友人の紹介で、出羽良彰と知り合い、2004年（平成16年）より樹海として地元大阪府を中心にライブ活動を始め、2006年（平成18年）3月にSISTUS RECORDSよりシングル「あなたがいた森」でデビューした。
以降、樹海のボーカリストとして活動してきたが、2008年（平成20年）7月にソロ活動することを発表し、テレビアニメ『ワールド・デストラクション 〜世界撲滅の六人〜』のテーマソングを担当する。9月に両A面シングル「ブルー・バイブレーション/風の記憶 〜to the end of the world〜」でソロデビュー。
2012年、「渡辺マナミ」名義でソロ活動開始を発表。
2020年10月14日、第1子となる男児の出産を発表した。

## ディスコグラフィ
樹海として発表した作品は樹海 (音楽ユニット)#ディスコグラフィーを参照。

### シングル
1. ブルー・バイブレーション/風の記憶 〜to the end of the world〜（2008年（平成20年）9月24日発売）
  - 「ブルー・バイブレーション」：TBS系UHF26局ネット『MUSIC B.B』2008年10月度オープニングテーマ、TBS系『エンプラ』オープニングテーマ
  - 「風の記憶 〜to the end of the world〜」：テレビ東京系・AT-Xアニメ『ワールド・デストラクション 〜世界撲滅の六人〜』エンディングテーマ

### ライブ会場限定販売CD-R
- 深海/恋ほたる（2012年）

### 参加作品
- note native 『Luminous』（2010年6月16日）
  - 「Diary」（ボーカル担当）
- ディア・シスター オリジナルサウンドトラック（2014年11月26日）
  - 「Begin」「for Now and Forever」（ボーカル担当）

### 歌詞提供
- 高垣彩陽
  - 「名もない花」
  - 「Bright」
- FLOWLIGHT
  - 「十代白書」
- イ・スンギ
  - 「チングジャナ -友達だから-」（日本語訳詞）

## 出演

### ラジオ番組
- タイナカサチ・AimmyのLady!Ready!?Radio（2008年10月 - 2009年3月、FM OSAKA）
  - タイナカサチとの共同パーソナリティー